# Fabricant d'artifices de divertissement
Un fabricant d'artifices de divertissement est une entreprise du secteur secondaire qui invente, fabrique et commercialise des produits pyrotechniques à usage récréatif.

## Historique
La mise en place d'entreprises fabriquant et commercialisant des feux d'artifice est à rapprocher de la maîtrise des procédés techniques et artistiques de leur création. La finesse du savoir-faire exigé dans ce domaine économique va de pair avec la prévalence de la transmission d'entreprises de génération en génération (par ex. Pirotecnia Zaragozana, Ruggieri, Brézac...).

## Fonctionnement

### Opérations
Une fabrique de feux d'artifice est une Installation classée pour la protection de l'environnement habilitée à opérer des transformations physiques et chimiques sur des matières premières et des composants intermédiaires en vue de produire des artifices normés. Pour ce faire, une fois l'entreprise constituée administrativement, celle-ci doit demander auprès d'instances locales et nationales les autorisations d'implanter et exercer cette activité.
Ces autorisations sont conditionnées à des études préalables de qualification, quantification et prévention des risques puis sont renouvelées périodiquement par ces mêmes instances de contrôle.

### Résumé des étapes de la chaîne logistique liée à la fabrication d'artifices de divertissement
1. Formulation et tests en laboratoire.
2. Demande et obtention d'un agrément pour la gamme de fabrication ou pour la catégorie.
3. Définition du plan de production (Plan Industriel et Commercial, Plan Directeur de Production, Gammes, Nomenclatures, Calcul des Besoins Nets).
4. Approvisionnement en matières premières et produits semis-finis.
5. Fabrication puis stockage des étoiles de couleur (mélange des poudres, humidification, roulage, enrobage, calibrage, séchage) : billes de liant de nature et de taille variables enrichies de sels métalliques et diverses substances facilitant la combustion.
6. Fabrication puis stockage des contenants (coques, tubes, accessoires).
7. Fabrication puis stockage des composants à effets sonores et visuels (hors étoiles de couleur).
8. Fabrication puis stockage des matières premières explosives (poudre noire, poudre flash).
9. Fabrication puis stockage des produits finis (artifices prêts à l'emploi) : assemblage des contenants avec les étoiles de couleur et les matières premières explosives.
10. Conception artistique du spectacle pyrotechnique.
11. Préparation de commande liée au spectacle (picking avec ou sans mise en liaison pyrotechnique au sein de l'ICPE).
12. Expédition puis mise en œuvre sur le site de tir.

## Organisation
Chaque continent dispose de plusieurs fabricants de feux d'artifice sur son territoire. Ceux-ci y sont plus ou moins nombreux et plus ou moins anciens. Chaque pays possède différentes tailles de fabricant de feux d'artifice. Chaque fabricant de feux d'artifice possède ses secrets technologiques sans pour autant breveter la ou les formulation(s) physique(s) et/ou chimique(s) utilisées. Seules sont rencontrées des appellations commerciales brevetées.

### Modèle économique et organisationnel
L'entreprise prétendant à des opérations de fabrications d'artifices de divertissement va être limitée quantitativement, qualitativement et de par son organisation dans ses opérations par la limitation maximale préventive des risques inhérents à ces mêmes opérations (hygiène, sécurité, environnement). Ainsi ses capacités peuvent être modulées par la sous-traitance d'un ou plusieurs processus d'entreprise (métier, management, support).
Certains fabricants adoptent une démarche qualité (Lean Management notamment) et les certifications d'entreprise sont également rencontrées.

### Différenciation retardée
Il existe une liberté presque totale dans la formulation d'artifices de divertissement. Ces formulations doivent en revanche respecter les cahiers des charges des organismes nationaux et européens de contrôle et de certification (risques liés à la mise en œuvre, substances interdites...). Les combinaisons de formulation étant infinies, il revient au fabricant de piloter au mieux sa gestion de la demande (efficience et excellence opérationnelle). La différenciation retardée fait partie de ces leviers d'action.

### Quelques données
Même si le paysage économique des fabricants d'artifices varie selon les pays, on constate une majorité de PME-PMI voire de TPE dans le monde. 

## Exploitation

### Gestion des risques et gestion de production
La pyrotechnie de divertissement est une activité saisonnière avec des pics d'activités historiques liés aux fêtes et aux traditions de chaque territoire. Cependant, il existe une marge non négligeable d'imprévu face à l'ampleur et à la nature de la demande. Posséder un ou plusieurs bâtiments destinés au stockage d'articles pyrotechniques finis est une double sécurité :
- anticipation de la demande et de l'effet coup-de-fouet dans la gestion de production (Bullwhip effect (en)) ;
- respect de la division des tâches, du fractionnement des quantités d'unités manipulées et donc des risques tout en gérant des lots économiques de fabrication.

### Accidentologie
Il existe des cas d'accidents où la précipitation et/ou la négligence sont suspectées être une source plus ou moins directe d'accidents et d'incidents (préparation de la production absente ou mauvaise, dépassement des seuils d'exploitation, irrespect partiel voire total des opérations Qualité, hygiène, sécurité, environnement).
Le séchage est l'une des opérations à risque puisque l'évaporation est une réaction endothermique (elle absorbe la chaleur de l'environnement). Les molécules de solvant ayant humidifié les étoiles ne solvatent plus le mélange. Cette chaleur absorbée peut faire brutalement s'emballer la composition pyrotechnique, qui devient alors explosive.

## Environnement

### Aménagement urbain
Les fabricants d'artifices exigent une emprise foncière importante, qui contient notamment un périmètre inconstructible. Au fil des années, certains sites de production se sont vus rattrapés par l'urbanisation. Ils ont dû faire valoir leur droit en faisant orienter l'urbanisme, adapter leur activité, parfois déménager ou même cesser leur activité.
Certains pays organisent de véritables marchés de la pyrotechnie en plein air, dans des zones commerciales. Les manufactures mexicaines de feux d'artifice en sont des exemples emblématiques.
Les pollutions que peuvent engendrer ces activités pyrotechniques sont encadrées par les règlementations nationales.

### Nature
La Nature est un important facteur limitant de la gestion de production des artifices. Les matières premières usuelles sont produites en usine ou bien extraites de mines ou sont des coproduits ou des sous-produits d'autres activités.
Les conditions météorologiques sont des paramètres importants dans la gestion de production. Les températures et hygrométrie environnantes peuvent avoir une légère influence sur la qualité finale des formulations chimiques. Etape-clé de la gestion de production, le séchage des étoiles doit être complet afin d'obtenir des couleurs nettes et vives. Ce séchage peut être réalisé en intérieur et/ou en extérieur, de manière artificielle (étuve) et/ou naturelle. Les fabricants opérant dans des pays méditerranéens sont donc idéalement situés.
En raison du risque accentué d'électricité statique et de foudre, les activités pyrotechniques sont suspendues lors de la survenue d'atmosphères orageuses.
La Chine, premier producteur mondial d'artifices de divertissement, doit interrompre ses activités en janvier et février du fait de la saison des pluies et des célébrations du Nouvel An Chinois. 

## Divers

### Représentativité
Les fabricants d'artifices de divertissement peuvent être adossés à des instances de représentation nationale ou internationale (syndicat, institut, toute autre organisation professionnelle) afin de dialoguer avec l'ensemble des parties prenantes, de défendre leurs intérêts et de structurer une stratégie de bonnes pratiques (GMP) du secteur économique. L'UIC, le SFEPA, le SPSD sont quelques-uns de ces organismes de représentation en France.

### Patrimoine matériel et immatériel
La majorité de l'exposition médiatique des fabricants d'artifices se fait à l'occasion à des évènements durant lesquels ils sont sollicités. Pourtant, une gestion anticipée de la production liée à ces évènement se fait toute l'année. Ce fonctionnement peu médiatisé le restant de l'année est à rapprocher de la renommée locale qu'acquiert peu à peu un fabricant via notamment la publicité par l'objet (la qualité de ses fabrications) ainsi que la notoriété de ses membres.
Il existe des initiatives localisées de perpétuer la mémoire industrielle et artistique de la pyrotechnie de divertissement.